# Bernhard Niggemeyer
Bernhard Niggemeyer (* 22. Juni 1908 in Mülheim am Rhein; † 23. September 1988 in Köln) war ein deutscher Jurist, Kriminalpolizist und SS-Führer. Während des Zweiten Weltkrieges war er in leitender Funktion bei der Geheimen Feldpolizei (GFP) tätig und mitverantwortlich für Kriegsverbrechen. In der Bundesrepublik Deutschland war er beim Bundeskriminalamt (BKA) als Leiter des Kriminalistischen Instituts beschäftigt.

## Erste Jahre
Niggemeyer war der Sohn eines Eisenbahnbeamten und wuchs in einer kinderreichen Familie auf. Er besuchte in seiner Heimatstadt die Grundschule und das Realgymnasium. Nach dem Ostern 1928 abgelegten Abitur absolvierte er ein Studium der Rechts- und Staatswissenschaften an der Universität zu Köln, das er nach der Mindeststudienzeit abschloss. Während seiner Studienzeit gehörte er zu den Mitbegründern des Akademischen Sportvereins an der Universität Köln, dem heutigen ASV Köln. Niggemeyer war passionierter Fußballspieler und gehörte diversen Auswahlmannschaften an (u. a. Westdeutscher Fußballverband und Deutsche Studenten-Nationalmannschaft). Ende Januar 1932 legte er die erste juristische Staatsprüfung ab und anschließend folgte sein Rechtsreferendariat im Bereich des Oberlandesgerichts Köln. Im Zuge einer halbjährigen Beurlaubung vom Rechtsreferendariat beendete er seine Dissertation an der rechtswissenschaftlichen Fakultät der Universität zu Köln und wurde im Februar 1933 zum Dr. jur. promoviert. 
Nach der Machtübergabe an die Nationalsozialisten war er laut dem Braunbuch der DDR 1933 der SA beigetreten. In Berlin bestand er im Februar 1936 die große juristische Staatsprüfung. Danach bewarb er sich umgehend für den Dienst bei der Kriminalpolizei und trat Anfang April 1936 als Kommissars-Anwärter in den Dienst der Kripo in Düsseldorf ein. Zum 1. Mai 1937 trat er der NSDAP bei (Mitgliedsnummer 4.068.363). Ab Mai 1937 absolvierte er den Kommissar-Lehrgang in Berlin-Charlottenburg und bestand im November 1937 die Prüfung zum Kriminalkommissar. Anschließend wechselte er Anfang Januar 1938 zur Kriminalpolizei nach Karlsruhe, wo er den Bereich Diebstahl, Einbruch und Raub leitete. Zusätzlich übernahm er zentral von Karlsruhe aus für das gesamte Land Baden den Bereich „Bekämpfung der Wilderei“.

## Zweiter Weltkrieg
Kurz vor Beginn des Zweiten Weltkrieges wurde er Ende August 1939 zur Geheimen Feldpolizei (GFP) abgeordnet. Er leitete in diesem Rahmen zunächst die Gruppe GFP 550, mit der er u. a. am Westfeldzug teilnahm. Ab Februar 1942 war er Feldpolizeidirektor der 201. Sicherungs-Division in Russland und ab Frühjahr 1943 war er leitender Feldpolizeidirektor der Heeresgruppe Mitte beim Befehlshaber des rückwärtigen Heeresgebietes. 1943 zum Regierungskriminalrat und SS-Sturmbannführer befördert, wurde er ab September desselben Jahres als Mitarbeiter des Amtes IV (Gestapo) des Reichssicherheitshauptamtes (RSHA) geführt. Er hatte im RSHA jedoch nur eine Planstelle und leistete bis zum Kriegsende durchgehend als Angehöriger der GFP militärpolizeilichen Dienst. Mit Joachim Kaintzig gehörte er auf dem besetzten Gebiet der Sowjetunion zu den vier höchsten GFP-Befehlshabern. Niggemeyer unterstanden zwölf jeweils hundert Mann starke GFP-Gruppen. In einem von ihm erlassenen Dienstbefehl vom 10. März 1943 führte er seinen Aufgabenbereich aus: „Der Leitende Feldpolizeidirektor bei der Heeresgruppe ist nach der ihm durch den Heeresfeldpolizeichef gegebenen Dienstanweisung für den sachgemäßen Einsatz, einwandfreie fachliche Arbeit, einheitliche Durchführung der Exekutive und Haltung der ihm unterstellten Gruppen GFP verantwortlich.“ In fünf von Niggemeyer erstellten Arbeitsübersichten von der Tätigkeit der ihm unterstellten 12 GFP-Gruppen in den Monaten April, Mai, Juli, August und September des Jahres 1944 die den Krieg überdauerten, sind u. a. 675 Exekutionen, 32 Erschießungen aufgrund von Flucht oder Widerstandstätigkeit sowie 1.047 Überstellungen an die Einsatzgruppen der Sicherheitspolizei und des SD aufgeführt. In den von ihm verfassten Arbeitsübersichten schrieb er im SS-Duktus u. a. von „Agenten“, die „unschädlich gemacht“ wurden und „sonderbehandelten“ Personen sowie einer „möglichst engen“ Zusammenarbeit mit dem SD. Niggemeyer trug im Heeresabschnitt Mitte für die dort begangenen Kriegsverbrechen eine Mitverantwortung.
In der Niggemeyer zu Ehren 1968 herausgegebenen Festschrift des Regierungskriminalrats Herbert Schäfer wird Niggemeyers Einsatz im Zweiten Weltkrieg lapidar in zwei Sätzen abgehandelt: „Schon im August 1939 wurde er zum Heer eingezogen und stand während der nun folgenden schweren Jahre bei der militärischen Abwehr im Westen wie im Osten seinen Mann. Bei Kriegsende gelang es ihm, sich auf abenteuerlichen Fluchtwegen bis zu seiner nach Montabaur im stillen Westerwald evakuierten Familie durchzuschlagen.“

## Nachkriegszeit
Nach Kriegsende bestritt er seinen Lebensunterhalt zunächst in der Privatwirtschaft. Er trat 1951 wieder in den Staatsdienst ein und war zunächst in Köln Vorsitzender einer Kammer des Sozialgerichts. Ab 1952 war er Hilfsreferent für kriminalpolizeiliche Angelegenheiten im Bundesinnenministerium. Er wechselte 1953 zum Bundeskriminalamt (BKA) nach Wiesbaden und begründete dort das Kriminalistische Institut, dessen erster Leiter er wurde. Zum Kriminalistischen Institut gehörten die Referate Forschung und Auswertung, Bücherei, Archiv und Lehrmittelsammlung sowie Ausbildung. Neben Paul Dickopf und Rolf Holle war er maßgeblich am Aufbau des BKA beteiligt, stand jedoch in Konkurrenz zu beiden. Niggemeyer veranstaltete und moderierte die internationalen BKA-Herbsttagungen, die bei den Fachleuten einen ausgezeichneten Ruf innehatten. Er war daher bei der bundesdeutschen Polizei und den Vertretern westeuropäischer Polizeibehörden bekannter als Dickopf oder Holle. Als Dickopf 1965 BKA-Präsident wurde, machte er Holle zu seinem Vertreter, obwohl er Niggemeyer diesen Posten versprochen hatte.
Niggemeyer war 1955 Begründer der Schriftenreihe des Bundeskriminalamtes. Ebenso wie seine Untergebenen Eberhard Eschenbach und Rudolf Leichtweiß äußerte er sich in einem weiteren Beitrag 1955/56 im Band 3 der BKA-Schriftenreihe positiv zur Vorbeugenden Verbrechensbekämpfung, die während der NS-Zeit praktiziert wurde: „Die planmäßige polizeiliche Überwachung […] war ein ausgezeichnetes Mittel, den Kampf gegen Berufs- und Gewohnheitsverbrecher auch präventiv mit Erfolg zu führen“. In der 1967 in der Schriftenreihe des Bundeskriminalamtes herausgegebenen und 1973 unverändert herausgegebenen Schrift „Kriminologie – Leitfaden für Kriminalbeamte“ bediente Niggemeyer in seinem Beitrag „Kriminalsoziologie“ neben negativen Auslassungen über „Gammler“ und Homosexuelle einen „kulturalistischen“ Rassismus: „Die Zigeuner leben in Sippen und Horden, haben einen Häuptling, dem sie bedingungslosen Gehorsam schulden, und eine Stammesmutter, die als Hüterin der Stammessitte gilt. Die Zigeuner haben weder einen festen Wohnsitz, noch gehen sie einer geregelten Berufstätigkeit nach. Der Hang zu einem ungebundenen Wanderleben und eine ausgeprägte Arbeitsscheu gehören zu den besonderen Merkmalen eines Zigeuners“.
Niggemeyer stieg beim BKA bis zum leitenden Regierungskriminaldirektor auf. Im Juni 1968 trat er nach Erreichen der Altersgrenze in den Ruhestand. Seinen Wohnsitz nahm er in Köln. Im Zuge der Ermittlungen aufgrund der Beteiligung an Massenmorden durch GFP-Einheiten während des Deutsch-Sowjetischen Krieges wurde Niggemeyer zu den ihm unterstellten Einheiten in den 1960er Jahren vernommen, gab aber an, von solchen Vorkommnissen keine Kenntnis gehabt zu haben bzw. verneinte entsprechende Befehls- oder Disziplinargewalt. Er wurde strafrechtlich nicht belangt. Nach den später erschlossenen Archivunterlagen wurde seinerzeit, obwohl die Ludwigsburger Zentralstelle den Verbrechen der GFP-Gruppen 707 und 729 nachging, nicht gesucht. Niggemeyers Kurzvita wurde im Braunbuch der DDR aufgeführt. Niggemeyer starb am 23. September 1988.

## Nachwirkungen
Ausführungen aus Niggemeyers Kriminologie: Leitfaden für Kriminalbeamte gehören zu den Grundlagen des zeitgenössischen Lehrbuches Kriminologie für Studium und Praxis. Dessen Verwendung stieß im Jahr 2019 auf mediale Kritik, woraufhin der Verlag Deutsche Polizeiliteratur das Werk zurückzog.

## Schriften
- Die Bedeutung der Zahlungseinstellung und der Konkurseröffnung im Bereich des strafbaren Bankrotts : unter besonderer Berücksichtigung der Rechtsprechung des Reichsgerichts. Heinr. & J.Lechte, Emsdetten 1934 (Dissertation an der rechtswissenschaftlichen Fakultät der Universität zu Köln)
- Modus operandi-System und Modus operandi-Technik Eine krit. Untersuchung anhand von mehr als 1000 Fällen aus d. kriminalpolizeil. Praxis. Bundeskriminalamt, Wiesbaden 1963
- Bernhard Niggemeyer, Herbert Gallus, Hans-Joachim Hoeveler: Kriminologie: Leitfaden für Kriminalbeamte. Bundeskriminalamt, Wiesbaden 1967